# Kimber Riddle
Kimber Riddle (* in Lakewood, Kalifornien) ist eine US-amerikanische Schauspielerin in Film, Fernsehen und Theater. Bekannt wurde sie vor allem durch ihre Rollen in den 1990er Jahren in dem Fernsehfilm Die Langoliers und der Kinoproduktion Tod vor der Kamera.

## Leben und Karriere
Kimber Riddle wurde in Lakewood im Bundesstaat Kalifornien geboren. Kimber wuchs im Großraum Südkalifornien auf, da der Vater aus Berufsgründen viel unterwegs und die Familie daher gezwungen war, häufig umzuziehen. Sie absolvierte nach ihrem Schulabschluss das Graduate Acting Program mit einem MFA (Master of Fine Arts) an der New York University und spielte danach in zahlreichen Theaterproduktionen, unter anderem in dem Stück Piano an der Harvard University, des Weiteren Charakterrollen in den Theaterstücken Common Infractions und Gross Injustices am American Repertory Theatre. 2004 sah man sie in dem Stück The Good Soup, aufgeführt durch (TACT) The Actors Company Theatre, das Skripte in einzigartigen Konzert-Produktionen präsentiert. Darüber hinaus hat Kimber Riddle selbst bei einigen Theaterprojekten an der St. Paul’s School in Concord, New Hampshire Regie geführt. Ihr Debüt am MRT gab sie 2009 als Beth in Bob Clymans Theaterstück Tranced.
In den 1990er und 2000er Jahren sah man sie auch in verschiedenen Rollen in Produktionen für Film und Fernsehen. So verkörperte sie 1995 in der Fernsehminiserie Die Langoliers in Tom Hollands Verfilmung von Stephen Kings Roman Langoliers die Rolle des rebellischen Teenagers Bethany Simms, und 1997 spielte sie in Michael Lindsay-Hoggs Drama Tod vor der Kamera an der Seite von Hauptdarsteller Vincent D’Onofrio neben Hope Davis eine der weiblichen Hauptrollen. 2005 trat sie dann in der Kinoproduktion Confess von Regisseur Stefan C. Schaefer in der Besetzung Eugene Byrd, Ali Larter und Melissa Leo in einer kleinen Nebenrolle auf.
In ihrer Funktion als Schauspielerin ist Kimber Riddle auch mehrfach nach Afrika mit dem International Medical Corps gereist, speziell zu Hilfseinsätzen in Uganda und für Theater-Workshops in verschiedenen Sprachen. Neben ihrer Tätigkeit beim Theater und beim Film arbeitet Kimber Riddle auch als Adjunct Professor am NYU Graduate Film Department.

## Filmografie (Auswahl)

### Kino
- 1997: Tod vor der Kamera (Guy)
- 2005: Confess

### Fernsehen
- 1993: Love, Honor & Obey: The Last Mafia Marriage (Fernsehfilm)
- 1995: Die Langoliers (The Langoliers, zweitlg. Fernsehfilm)
- 1995: Too Something (Fernsehserie, eine Episode)